# STS-95
STS-95 byla mise raketoplánu Discovery z října a listopadu 1998. Šlo o 92. let raketoplánu celkem a 25. let pro stroj Discovery. Zároveň šlo o druhou vesmírnou misi, které se účastnil John Glenn a ten se zároveň ve věku 77 let stal nejstarším člověkem ve vesmíru. John Herschell Glenn byl veteránem z programu Mercury. Jako první Američan obletěl Zemi na palubě kosmické lodě Mercury 6. Do vesmíru se vrátil po 36 letech a jeho přítomnost na palubě způsobila velkou publicitu mise, která se projevila velkým počtem akreditovaných novinářů a velkým počtem návštěvníků Kennedyho vesmírného střediska. Pedro Duque se při tomto letu stal prvním Španělem ve vesmíru.

## Posádka
- Curtis L. Brown (6) – velitel
- Steven W. Lindsey (2) – pilot
- Stephen K. Robinson (2) – letový specialista 1
- Scott E. Parazynski (3) – letový specialista 2
- Pedro Duque (1), (ESA) – letový specialista 3
- Čiaki Mukaiová (2), (NASDA) – specialista pro užitečné zatížení 1
- John Glenn (2) – specialista pro užitečné zatížení 2

V závorkách je uvedený dosavadní počet letů do vesmíru včetně této mise.

## Průběh mise

### Přípravy na start
Mise STS-95 byla původně určená pro raketoplán Columbia, která už absolvovala velký počet vědeckých misí kvůli tomu, že se nemohla podílet na výstavbě ISS. Později byl orbiter Columbia vyměněný za Discovery. Rozhodnutí zařadit Glenna mezi členy posádky mise padlo na tiskové konferenci ve Washingtonu 16. ledna 1998. Přítomnost 77letého astronauta a senátora vyvolala kromě velkého nadšení i množství kritiky. Nadace Space Frontier Foundation označila Glennův návrat do vesmíru za „nejnákladnější volební guláš Kongresu v dějinách“. NASA však argumentovala, že mise bude mít vědecký přínos, protože astronaut se bude ve vesmíru věnovat studiu vlivu kosmického letu na starší organismus. Na přípravě vědecké náplně jeho práce se kromě NASA podílel i Národní ústav pro výzkum stárnutí NIA (National Institute on Aging).
Orbiter Discovery byl po přistání poslední mise STS-91 dne 16. června 1998 převezen do hangáru OPF-2. Tam proběhla příprava a údržba a technici vyměnili také hlavní motory SSME. Mezitím se v montážní hale VAB na mobilní plošině MLP-2 montovala startovací sestava ET – SRB. K ní byl raketoplán připojený 15. září. Dne 21. září putoval celý komplex na rampu 39B. Dne 8. a 9. října proběhlo zkušební odpočítávání TCDT (Terminal Countdown Demonstration Test). Komise FRR (Flight Readiness Review) určila jako datum startu 29. říjen. Dne 25. října začalo ostré odpočítávání v čase T -43 hodin. Všechny přípravy probíhaly bez větších problémů, počasí letu také přálo.

### Start
Dne 29. října po nástupu posádky na palubu se při hermetickém uzavírání vstupního průlezu objevil první problém a to signál, ohlašující netěsnost průlezu. Průlez byl uzavřený s půlhodinovým opožděním proti plánu a plánované přerušení odpočítávání v čase T-9 minut bylo prodloužené, aby mohly být dokončené všechny prověrky. V T-5 minut bylo odpočítávání opět přerušeno kvůli civilnímu letadlu Cessna 128, jež se objevilo v prostoru střeleckého sektoru. Po desetiminutovém přerušení se odpočítávání opět rozběhlo a v 19:19:34,064 UT se zážehem motorů SRB Discovery odpoutal od rampy.
Pouhé 4 sekundy před startem, v čase 19:19:30 UT, se uvolnil a odpadl poklop s rozměry 457×559 mm a hmotností 5 kg, kryjící prostor s brzdícím padákem. V 19:19:36 UT kryt narazil do motoru SSME 1, ale nijak ho nepoškodil. V 19:21:37 UT (T +123.0 sekund) byly odhozeny startovací motory SRB. Orbiter s hlavní palivovou nádrží ET pokračoval v letu až do manévru MECO (vypnutí SSME), který nastal v 19:27:55 UT (T +501.2 sekund). Ve 20:04 UT přešel Discovery zážehem motorů OMS ze suborbitální na oběžnou dráhu okolo Země.

### Průběh letu

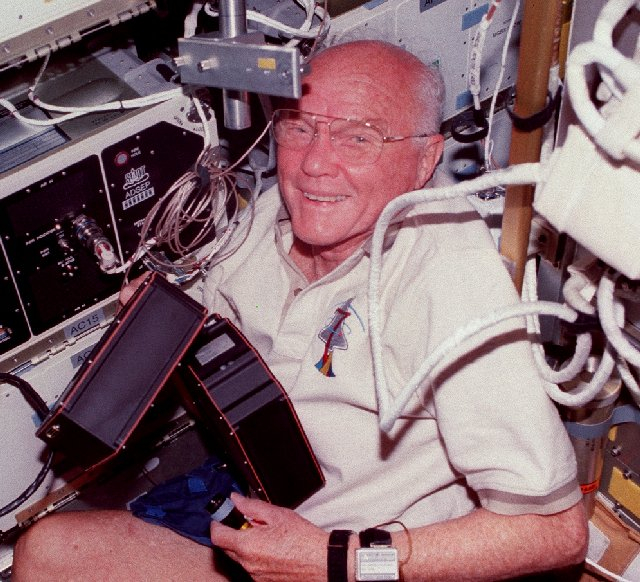
John Glenn se podruhé do vesmíru dostal po 36 letech

V čase přibližně 20:50 UT byly po nutných prověrkách otevřené dveře do nákladového prostoru. V ten samý den byl také otevřený průlez do Spacehabu a posádka zahájila oživování přístrojů. Proběhl také první rozhovor Glenna s řídícím střediskem MCC.
Celý let probíhal víceméně bez problémů, drobný problém představovalo jen zařízení LIRS (Low-Iodine Residual System) na úpravu vody. Ještě během prvního dne došlo k malému úniku vody ze zařízení, proto posádka začala používat původní dávkovač vody GIRA (Galley Iodine Removal System). Na druhý den, 30. října, po kontrole dálkového manipulátoru RMS, byla vypuštěná družice PANSAT sloužící k testování nových komunikačních technologií. Dne 30. října, když Discovery prolétal nad noční stranou Austrálie, obyvatelé města Perth pozdravili prvního amerického astronauta rozsvícením všech světel, stejně jako to udělali při jeho prvním letu před 36 lety.
Dne 1. listopadu pak byla vypuštěna družice Spartan 201-5 (1998-064C). Několik minut poté, po ověření správné činnosti družice, Brown odmanévroval raketoplánem do bezpečné vzdálenosti. Ta byla udržována mezi 10 až 15 km. Před zahájením odpočinku byla vzdálenost ke Spartanu zvýšená na více než 50 km. Družici opět zachytil a do nákladového prostoru umístil Robinson manipulátorem RMS 3. listopadu ve 20:48 UT. Dalším malým problémem byla netěsnost jedné z trysek systému RCS, kterou posádka zjistila 7. listopadu. Tryska proto byla odpojena od systému.

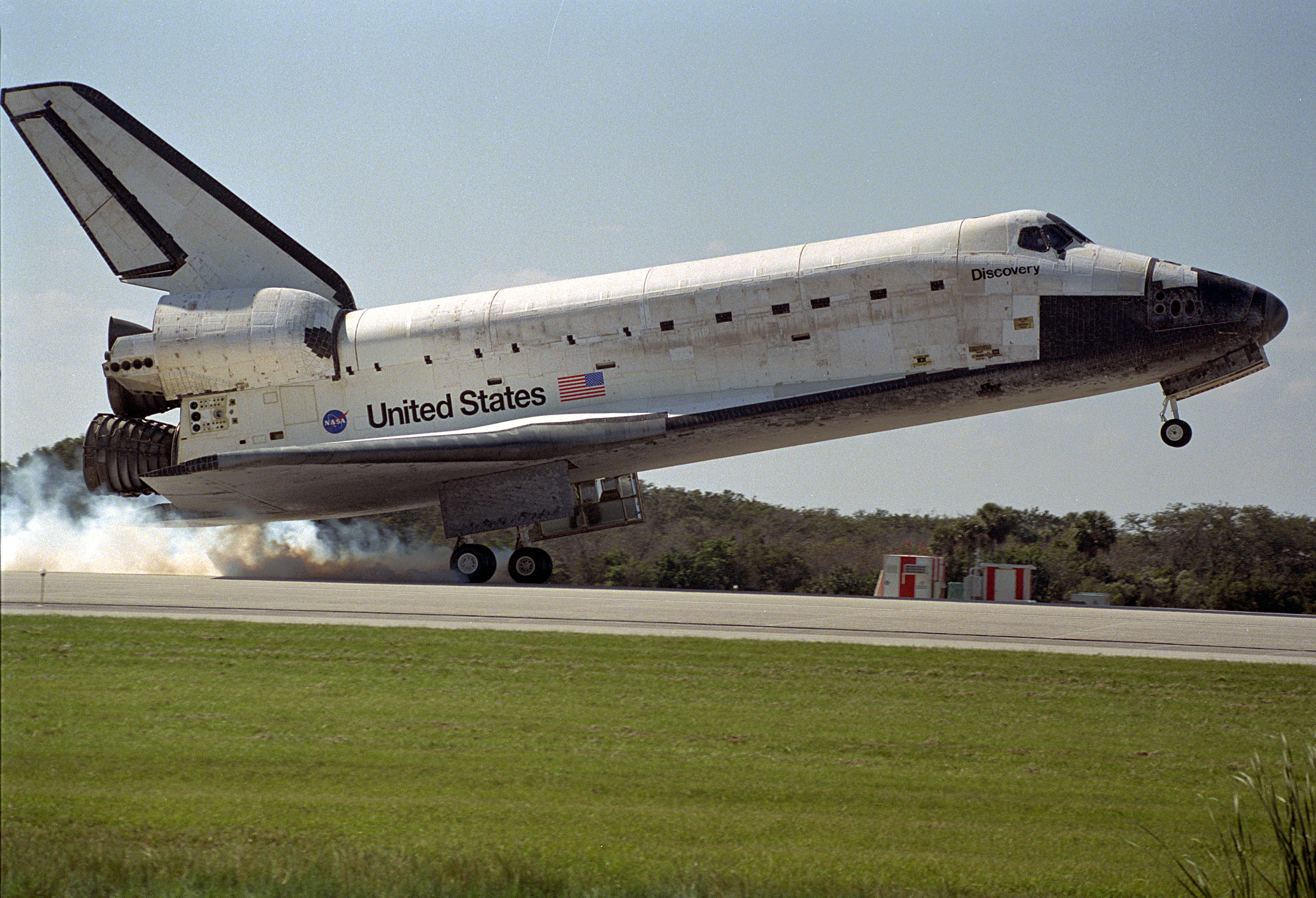
Přistání raketoplánu Discovery z mise STS-95

Během celého letu probíhaly mikrogravitační experimenty a pozorování, například experiment MEPS (výroba mikrokapslí s protirakovinným lékem). Naito-Mukaiová a Parazynski odebrali v rámci experimentu, při kterém se sledoval metabolismus aminokyselin, Glennovi a Duqueovi vzorky krve. Glenn navíc spolknul malou kapsli, která obsahovala miniaturní čidlo pro měření teploty a vysílač. Výsledky měření byly přenášeny do přijímače, umístěného na astronautově ruce. Glenn si rovněž odebral vzorky moči a vstříkl si injekci, aby se zjistilo, jak jeho svalstvo v beztížném stavu zpracovává protein. Během spánku 2. listopadu byli Glenn a Naito-Mukai vybaveni detektory sledujícími pohyby těla a elektrickou činnost mozku. Pokračovaly lékařsko-biologické experimenty a materiálové experimenty (VFEU, Astroculture-8, AGHF, MGBX). Úspěšně bylo provedeno přes 80 experimentů. Dne 5. listopadu proběhla tisková konference.

### Přistání
Kvůli nevhodnému počasí, které bylo 7. listopadu na KSC, byla v pohotovosti také základna Edwards AFB v Kalifornii. Počasí na Floridě se však zlepšilo a tak dalo řídící středisko v čase 15:42 UT souhlas s přistáním na KSC. V 15:53 UT vykonal raketoplán, otočený motory OMS ve směru letu, 280 sekund dlouhý brzdící manévr. Určité nebezpečí představoval ztracený poklop padáku, protože hrozilo jeho předčasné samovolné uvolnění. V takovém případě by museli piloti padák odstřelit a přistát bez něj, což by sice nebylo nebezpečné pro posádku, ale mohlo by dojít k poškození raketoplánu. Padák však fungoval tak, jak měl a raketoplán bezpečně dosedl zadním podvozkem na dráhu 33. V 17:03:41 UT se dotkl dráhy i předním kolem a v 17:04:29 UT se Discovery zastavil.